# Auvergneský ohař
Auvergneský ohař, psáno též auvergnéský, (česká výslovnost [overňskí], anglicky Auvergne Pointing Dog, francouzsky Braque d'Auvergne) je středně velké francouzské psí plemeno. Ačkoliv bylo vyšlechtěno pro lov, v současné době se jedná i o společníky, kteří se snadno přizpůsobí rodinnému životu.

## Historie

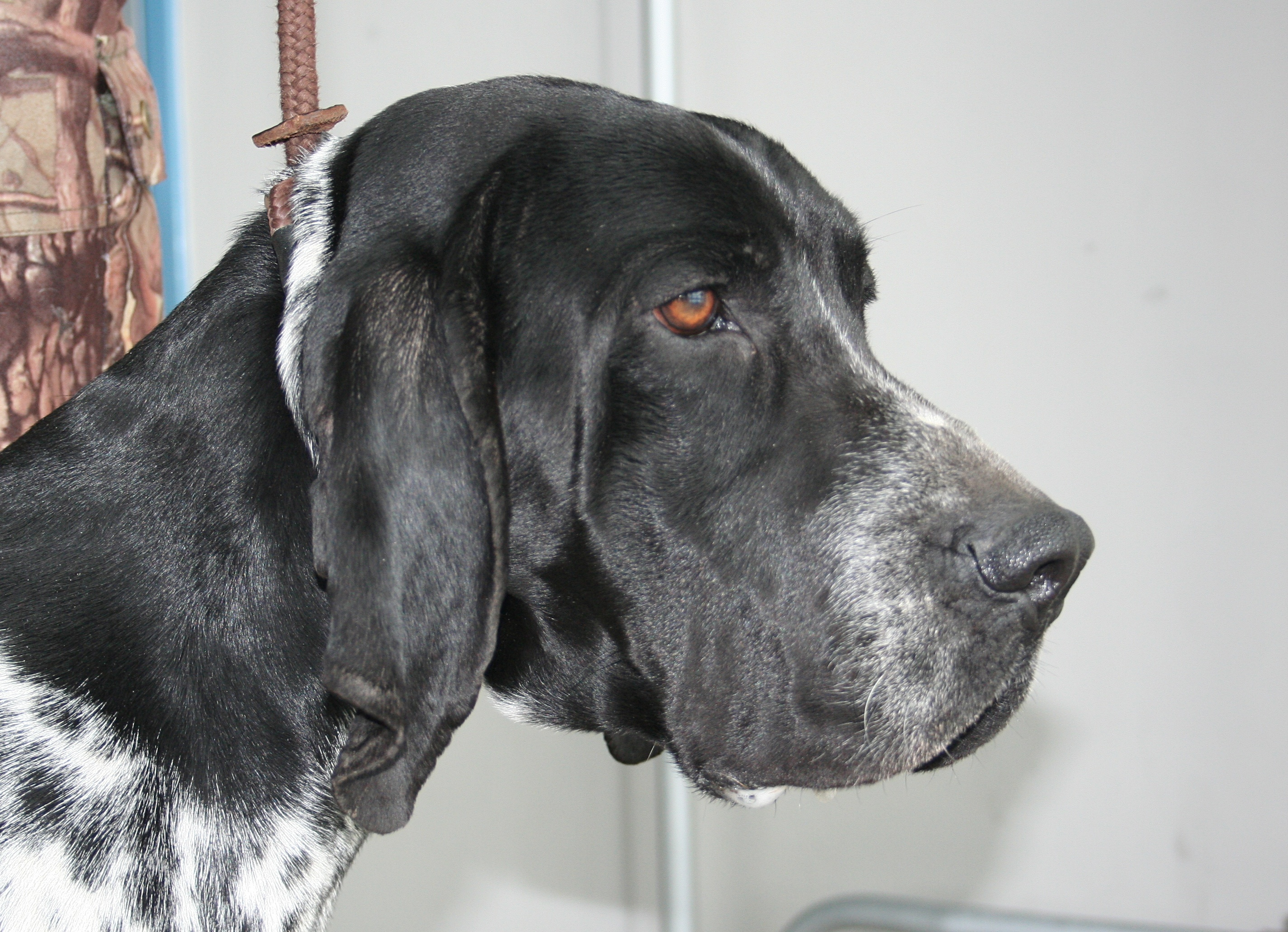
Hlava dospělého auvergneského ohaře

Auvergneský ohař pochází z francouzské oblasti Cantal. Dle doktora Clerarda existují tři možnosti toho, jak se toto plemeno ocitlo ve Francii. První verze říká, že sem byli první psi dovezeni s maltézskými rytíři z Malty, druhá mluví o tom, že byla křížena brakoidní plemena s galskými pointry. Třetí verze je nejpravděpodobnější, tedy že se jedná o staré regionální plemeno, která vznikalo selekcí v průběhu věků. Žádná z těchto verzí ale není vědecky potvrzena. O tom, jak oblíbené a významné toto plemeno bylo, svědčí i to, že jej na svém dvoře choval i Ludvík XIV. Jeho původním využitím byl nejspíše lov a stopování zvěře, k čemuž se hodí díky svým jemným proporcím. V 19. století byl křížen s ohaři z jihu Evropy a tím vznikalo světle zbarvené a aktivnější plemeno, přesto se několik chovatelů dál věnovalo chovu původních auvergneských ohařů, čímž zabránili jejich vymizení. V dnešní době je to lovecký pes i společník pro aktivní lidi.
Oficiální používaná zkratka je BA a v Česku se nachází již pár chovatelských stanic auvergneských ohařů, přesto ještě nejsou na veřejnosti moc známí.

## Vzhled
Auvergneští ohaři jsou psi s kompaktní stavbou těla a silnou kostrou. Zachovali si brakoidní postavu a elegantní pohyb. V dospělosti se jejich hmotnost pohybuje mezi 22 a 28 kg, standard přesné údaje ale neuvádí. Kohoutková výška dospělé feny by měla být 53–59 cm; u psa je to 57–63 cm. Kůže je mírně volná a pokrytá krátkou a lesklou srstí. Povolené je pouze jedno zbarvení, tedy černé s bílým stříkáním různé intenzity. Hlava by měla být černá, nejlépe rozdělená bílou lysinou, nicméně zbarvení není důležitým bodem při posuzování jedince.
Hlava je poměrně velká, má mírně výraznější stop a výrazné nadočnicové oblouky. Linie mozkovny a nosního hřbetu jsou rozbíhavé, což je typicky považováno za znak brakoidních psů. Uši jsou zavěšené spíše vzadu a pokud je pes v pozoru, natočí je dopředu. Mají oblou špičku a při natažení dosahují až ke kořenu nosu. Oči by měly být velké, oválné, tmavě hnědé a s pozorným a přátelským výrazem. Nosní houba je černá a s dobře otevřenými nozdrami. Skus může být nůžkový nebo klešťový.

## Povaha
Toto psí plemeno má milou a přátelskou povahu. Je povahově klidné, ale inteligentní. Auvergneský ohař je učenlivý a má velmi citlivý čich. Není příliš dominantní a agresivita se u něj považuje za hrubou chybu. Také má vlohy pro stopování a aportování, dokáže pracovat i samostatně a přizpůsobí se rodinnému životu.
S dětmi má dobrý vztah, právě díky své klidné povaze. Je vhodné jej chovat ve smečce více psů, dokonce i těch více dominantních. Při seznamování s jinými zvířaty, ať už domácími nebo ne, může nastat problém, protože kvůli svým loveckým pudům má auvergneský ohař sklony zvířata pronásledovat a dávit. K cizím se chová odměřeně. Není to dobrý hlídač, prakticky neštěká a nemá ochranářské sklony.